# Abdallah Zhar
Abdallah Azhar, né le 21 septembre 1939 à Casablanca et mort le 13 décembre 2015 dans la même ville, est un footballeur marocain qui a évolué comme avant-centre au stade de Reims.

## Biographie

### Joueur
Abdallah Azhar dispute son premier match en championnat de Division 1 en 1959, mais c'est durant la saison 1961-1962 qu'il se révèle, profitant notamment de l'absence sur les terrains de Paul Sauvage. Ce fut un buteur efficace qui a fait équipe, notamment, avec son compatriote Hassan Akesbi, mais aussi avec Roger Piantoni ou Raymond Kopa, entre autres vedettes du Grand Reims. Après le titre de champion de France en 1962, il rejoint Grenoble, où Albert Batteux sera son entraîneur à partir la saison 1963-1964.
En 1965, il rejoint le Raja Club Athletic avec lequel il dispute une finale de la Coupe du Trône perdue contre le Kawkab de Marrakech. C’est maître Ghoulam, alors membre du comité du Raja, qui a conseillé à Abdellah de rejoindre le Raja où il joue avec Said Ghandi, Houmane Jarir, Petchou et son cousin Bénéné. Azhar a ensuite évolué au TAS en 1966 puis au Wydad pendant une année avant de raccrocher les crampons.

### Encadreur
Après la fin de sa carrière de joueurs, Abdellah Azhar rejoint le Raja CA en tant que formateur. Pendant plus de dix ans de services, ia vu éclore plusieurs grands joueurs comme Mustapha Moustawdae et Mustapha Khalif. Il s'engage ensuite avec la Renaissance sportive de Settat avant de s’occuper de la direction technique des jeunes du Raja en compagnie de Bénéné.

## Carrière professionnelle du joueur
- 1958-1962 : Stade de Reims  France (22 matches et 12 buts en D1)
- 1962-1965 : FC Grenoble  France (7 matches  et 1 but en D1 ; 38 matches et 10 buts en D2)

## Sélections en équipe nationale
| Matches internationaux d'Abdallah Azhar | Matches internationaux d'Abdallah Azhar | Matches internationaux d'Abdallah Azhar     | Matches internationaux d'Abdallah Azhar | Matches internationaux d'Abdallah Azhar | Matches internationaux d'Abdallah Azhar | Matches internationaux d'Abdallah Azhar | Matches internationaux d'Abdallah Azhar |
| 0                                       | Date                                    | Lieu                                        | Adversaire                              | Score                                   | Résultats                               | Compétitions                            |                                         |
| X                                       | 12/10/1960                              | Espagne B - Maroc                           | Espagne                                 | 4 - 3                                   | Amical                                  | 1x                                      |                                         |
| --------------------------------------- | --------------------------------------- | ------------------------------------------- | --------------------------------------- | --------------------------------------- | --------------------------------------- | --------------------------------------- | --------------------------------------- |
| 1                                       | 30 octobre 1960                         | Stade d'Honneur, Casablanca, Maroc          | Tunisie                                 | 2-1                                     | 2-1                                     | Éliminatoires Coupe du monde 1962       |                                         |
| 2                                       | 13 novembre 1960                        | Stade olympique d'El Menzah, Tunis, Tunisie | Tunisie                                 | —                                       | 2-1                                     | Éliminatoires Coupe du monde 1962       |                                         |
| 3                                       | 11 décembre 1960                        | Stade d'Honneur, Casablanca, Maroc          | Allemagne de l'Est                      | —                                       | 2-3                                     | Match amical                            |                                         |
| 4                                       | 22 janvier 1961                         | Stade Communal, Palerme, Italie             | Tunisie                                 | 1-0                                     | 1-1                                     | Éliminatoires Coupe du monde 1962       |                                         |
| X                                       | 25/01/1961                              | Maroc - Italie ''C''                        | Casablanca                              | 0 - 3                                   | Amical                                  | --                                      |                                         |
| 5                                       | 2 avril 1961                            | Accra Sports Stadium, Accra, Ghana          | Ghana                                   | —                                       | 0-0                                     | Éliminatoires Coupe du monde 1962       |                                         |
| 6                                       | 28 mai 1961                             | Stade Marcel-Cerdan, Casablanca, Maroc      | Ghana                                   | —                                       | 1-0                                     | Éliminatoires Coupe du monde 1962       |                                         |
| 7                                       | 18/06/1961                              | Yougoslavie – Maroc                         | Belgrade                                | 3 - 2                                   | Amical                                  | --                                      |                                         |
| 8                                       | 21/06/1961                              | RDA – Maroc                                 | Erfurt                                  | 1 - 2                                   | Amical                                  | --                                      |                                         |
| 9                                       | 06/09/1961                              | Maroc - Arabie Saoudite                     |                                         | 13 - 1                                  | Jeux Arabes                             |                                         |                                         |
| 10                                      | 12 novembre 1961                        | Stade d'Honneur, Casablanca, Maroc          | Espagne                                 | —                                       | 0-1                                     | Éliminatoires Coupe du monde 1962       |                                         |
| 11                                      | 23 novembre 1961                        | Stade Santiago-Bernabéu, Madrid, Espagne    | Espagne                                 | 3-2                                     | 3-2                                     | Éliminatoires Coupe du monde 1962       |                                         |
| 12                                      | 10 décembre 1961                        | Stade Marcel-Cerdan, Casablanca, Maroc      | Allemagne de l'Est                      | 1-0                                     | 2-0                                     | Match amical                            |                                         |
| 13                                      | 30/09/1962                              | Roumanie - Maroc                            | Bucarest                                | 4 - 0                                   | Amical                                  | --                                      |                                         |
| 14                                      | 01/11/1965                              | Algérie - Maroc                             | Alger                                   | 0 - 0                                   | Amical                                  | --                                      |                                         |
| 15                                      | 06/03/1966                              | Maroc - Algérie                             | Casablanca                              | 1 - 0                                   | Amical                                  | --                                      |                                         |

## Palmarès
- International marocain en 1960 et 1961
- Champion de France en 1959-1960 et 1961-1962 avec le Stade de Reims
- Vainqueur du Challenge des Champions en 1960
- Premier match en Division 1 le 10 mai 1959 : Rennes-Reims (2-2)
- Finaliste de la Coupe du Trône en 1964-1965 avec le Raja CA.

## Sources
- Pascal Grégoire-Boutreau, Tony Verbicaro, Stade de Reims, une histoire sans fin, Éditions des Cahiers intempestifs, 2001.
- Marc Barreaud, Dictionnaire des footballeurs étrangers du championnat professionnel français 1932-1997, Éditions l'Harmattan, 2001.